# Wilhelm Heckmann
Wilhelm Heckmann (* 26. Juni 1897 in Wellinghofen; † 10. März 1995 in Wuppertal) war ein deutscher Konzert- und Unterhaltungsmusiker. Von 1937 bis 1945 war er in den Konzentrationslagern Dachau und Mauthausen inhaftiert. Im KZ Mauthausen gründete er die erste Häftlingskapelle und war am Aufbau des großen Häftlingsorchesters maßgeblich beteiligt.

## Leben

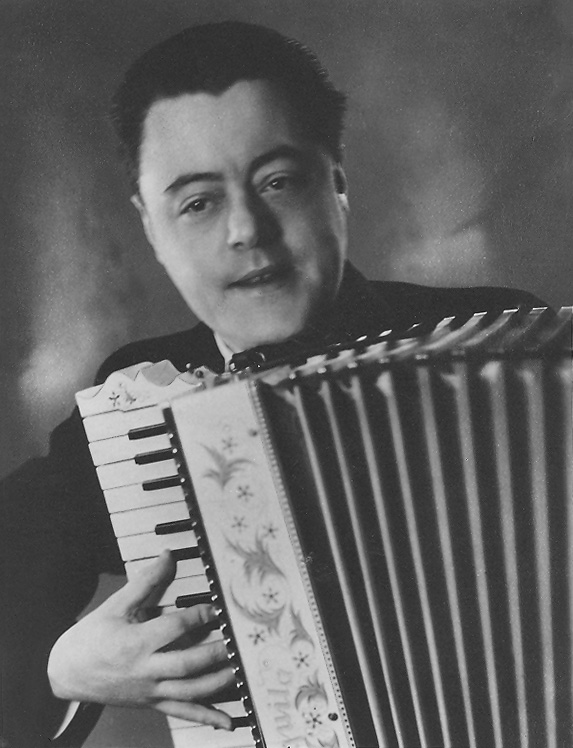
Wilhelm Heckmann mit Akkordeon

Als Sohn des Wirtes Adolf Heckmann wuchs Willi Heckmann im Gaststättenmilieu in Altena (Westfalen) auf. Nach dem Ersten Weltkrieg (Vaterländischer Hilfsdienst und Wehrdienst), er musste 1918 an die Front in Frankreich, studierte Heckmann am städtischen Konservatorium in Hagen (Westfalen) die Fächer Tenorgesang und Piano unter anderem bei Otto Laugs.
In den 1920er-Jahren führte er Gastspiele als „Rheinischer Tenor“ in Wuppertal, Altena, Rheydt, Zürich und Berlin aus; daneben begleitete er Stummfilme als Kinomusiker (u. a.) im Kino „Zentraltheater“ in Altena und „Thalia“ in Wuppertal. Zu Beginn der 1930er-Jahre folgten Gastspiele in Stuttgart, Gotha und Düsseldorf. Ab 1934, seit die nationalsozialistische Regierung die Berufsmusiker energisch auf Linie drängte und die Gleichschaltung der Musiker unter völkisch-rassistischem Blickwinkel, unter Ausgrenzung so genannter „Entarteter Musik“ und Förderung der populären leichten Musik („Schlager“) betrieb, wird Heckmann in der Musikerzeitschrift „Das Deutsche Podium, Kampfblatt für deutsche Musik“ zunehmend positiv kommentiert: „… hat sich im Laufe der vielen Monate einen großen Stamm von Freunden und Gönnern gewonnen … mit fein durchgebildeter Tenorstimme …“ „… Willi Heckmann, der übrigens musikalisch gar nichts vermissen lässt … an Tonvolumen reicht seine Darstellung für den Raum aus … Klavierspiel, schönes Akkord, ein und durchgebildeter Gesang, mit allem wartet Herr Heckmann auf …“
Weitere Auftritte und Engagements folgten in Stuttgart, Gotha, München, Partenkirchen und Passau. Dort wurde er am 29. Juli 1937 völlig überraschend, ohne akuten Anlass oder richterlichen Befehl von der Gestapo verhaftet, verhört, und mit dem Hinweis auf eine frühere homosexuelle Episode ins KZ Dachau eingewiesen „wegen Paragraph 175“ (dem Homosexuellen-Paragraphen) zur „Schutzhaft“. Die genaueren Umstände der KZ-Einweisung konnten bisher nicht aufgeklärt werden. Unmittelbar vor seiner Überführung ins KZ Dachau ist sein Aufenthalt im Münchener Polizeigefängnis nachweisbar – vom 8. bis 14. August 1937. Das Gefangenenbuch enthält in der Rubrik Grund der Einlieferung lediglich den Vermerk „Prüfung der Schutzhaft“, während bei anderen Häftlingen konkrete Tatvorwürfe wie „Sittlichkeitsverbrechen“ oder „Päderastie“ genannt werden. Unter der Rubrik Bemerkungen steht der Hinweis „Getrennt von Homosexuellen“. Diese Eintragungen weisen deutlich darauf hin, dass Heckmanns KZ-Einweisung als Akt massiver Willkür  anzusehen ist.

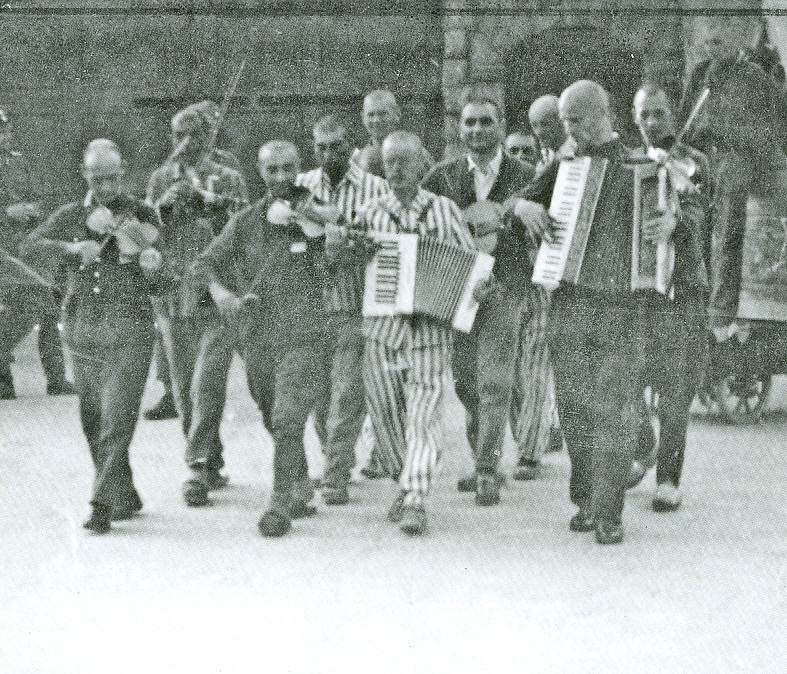
Musikkapelle Konzentrationslager Mauthausen (Wilhelm Heckmann mit kleinem Akkordeon), 30. Juli 1942

Zum Kriegsbeginn wurde er ins KZ Mauthausen in Österreich überführt. In Mauthausen arbeitete er im Steinbruch „Wiener Graben“, konnte aber etwa ab 1940 ein Musikertrio aufbauen, das bei SS-Angehörigen, bei Besuchen ranghoher Gäste und im Casino Musik unterschiedlicher Gattungen spielen musste. Als am 30. Juli 1942 der geflohene und wieder gefasste Häftling Hans Bonarewitz unter Begleitung des „Zigeunerorchesters“ durchs Hauptlager geführt wird und die Fotoabteilung der SS dabei fotografierte, fand sich Willi Heckmann in der ersten Reihe der Musiker in der musikalisch tonangebenden Position. Rechts neben ihm (mit großem Akkordeon) der Kapo der Poststelle Georg Streitwolf. Nachdem Heinrich Himmler bei seinem Besuch im Herbst 1942 die Einrichtung eines großen Lagerorchesters anordnete, wurde die Kapelle „mit Hilfe oder durch Vermittlung des Heckmann, des Rumbauer und eines tschechischen Arztes“ zusammengestellt. Dieses Orchester spielte bis zur Befreiung des Lagers regelmäßig Marschmusik, volkstümliche und ernste Musik. „Der Harmonikaspieler und Sänger war Willi Heckmann.“ Heckmann wurde seit der Mitarbeit im großen Orchester quasi wie ein Funktionshäftling von den härtesten KZ-Aufgaben verschont und in Kommandos mit leichteren Tätigkeiten (Transportkolonne, Desinfektion) eingesetzt. Seine musikalische Begabung wurde von der SS-Leitung offensichtlich zur emotionalen Beeinflussung des Lagerlebens instrumentalisiert. Am 5. Mai 1945 erlebte er die Befreiung des Konzentrationslagers Mauthausen durch die 11. US-Panzerdivision der 3. US-Armee.
Später versuchte er, wieder als Berufsmusiker Fuß zu fassen, was ihm allerdings zeitlebens nur eingeschränkt gelang. Nach der jahrelangen Schwerstarbeit im Steinbruch des KZ Mauthausen litt er langfristig unter Rheuma und Nervenentzündungen in den Schultern und Armen, was ihn in der Ausübung seines Berufes behinderte. Sein am 2. November 1954 gestellter Antrag auf Wiedergutmachung oder Entschädigung wurde 1960 mit dem Hinweis abgelehnt, er sei „nur als Homosexueller wegen Verbrechens gegen § 175 StGB in Haft gehalten“ worden. Deswegen bestehe kein Anspruch auf Entschädigung.
Wilhelm Heckmann arbeitete bis etwa 1964 in verschiedenen deutschen Hotels und Gaststätten als Alleinunterhalter. Am 4. August 1964 heiratete er Elisabeth Weigel. Er starb am 10. März 1995 in Wuppertal im Alter von 97 Jahren.

## Filme
- Klaus Stanjek: Klänge des Verschweigens, Dokumentarfilm von 2012 über Wilhelm Heckmann (2016 als DVD erschienen)[8]
- Forget Us Not, Dokumentarfilm über KZ-Überlebende[9]
- Willi Heckmann – Als homosexueller Künstler im Nationalsozialismus verfolgt, Dokumentation über Wilhelm Heckmann[10]